# …The Dandy Warhols Come Down
Az 1997-es ...The Dandy Warhols Come Down a The Dandy Warhols második nagylemeze. Az album zenéje eltér a korábbi garage rock/shoegaze iránytól, egy sokkal pszichedelikusabb hangzással bír, a power pop elemeivel fűszerezve. Az albumon szerepel a Not If You Were the Last Junkie on Earth sláger, amely segített megalapozni az együttes sikerét.
A lemez szerepel az 1001 lemez, amit hallanod kell, mielőtt meghalsz című könyvben.

## Az album dalai
|     | Cím                                      | Szerző(k)                      | Hossz |
| --- | ---------------------------------------- | ------------------------------ | ----- |
| 1.  | Be-In                                    | Courtney Taylor-Taylor         | 7:00  |
| 2.  | Boys Better                              | Taylor-Taylor                  | 4:31  |
| 3.  | Minnesoter                               | Taylor-Taylor                  | 3:03  |
| 4.  | Orange                                   | Taylor-Taylor                  | 5:41  |
| 5.  | I Love You                               | Taylor-Taylor                  | 4:12  |
| 6.  | Not If You Were the Last Junkie on Earth | Taylor-Taylor                  | 3:11  |
| 7.  | Every Day Should Be a Holiday            | Taylor-Taylor                  | 4:02  |
| 8.  | Good Morning                             | Taylor-Taylor                  | 5:01  |
| 9.  | Whipping Tree                            | Taylor-Taylor                  | 3:49  |
| 10. | Green                                    | Taylor-Taylor                  | 3:10  |
| 11. | Cool as Kim Deal                         | Taylor-Taylor                  | 3:03  |
| 12. | Hard On for Jesus                        | Taylor-Taylor, Peter Holmstrom | 4:36  |
| 13. | Pete International Airport               | Taylor-Taylor, Holmstrom       | 5:57  |
| 14. | The Creep Out                            | The Dandy Warhols              | 8:59  |

## Közreműködők
- Courtney Taylor-Taylor – ének, gitár
- Zia McCabe – billentyűk, szintetizált basszus
- Peter Holmstrom – gitár, ének
- Eric Hedford – dob, ének
- Tony Lash – billentyűk, ütőhangszerek

## Fordítás
Ez a szócikk részben vagy egészben a ...The Dandy Warhols Come Down című angol Wikipédia-szócikk ezen változatának fordításán alapul.  Az eredeti cikk szerkesztőit annak laptörténete sorolja fel. Ez a jelzés csupán a megfogalmazás eredetét és a szerzői jogokat jelzi, nem szolgál a cikkben szereplő információk forrásmegjelöléseként.